# Amor de medianoche (canción)
«Amor de medianoche» es el título de una canción compuesta por Juan Carlos Calderón e interpretada por la cantante española Cecilia, publicada en 1975.

## Descripción
Tema de corte romántico, el que la intérprete dice adiós a un amor que la mantenía cautiva y anulada como persona (la muñeca que no tiene opinión).
La canción fue seleccionada para representar a España en el Festival de la OTI. Inicialmente titulada La llamada, Cecilia, pese a la resistencia de TVE, consiguió modificar la letra para adaptarla más a su propia personalidad.  Se alzó con la segunda posición en el Festival.
Alcanzó el número uno en las listas de los más vendidos en España.

## Versiones
En el LP de homenaje Desde que tú te has ido (1996), es interpretada por Soledad Giménez, con la voz de Cecilia superpuesta.
La cantante mexicana María del Sol graba en 1980 su versión de este tema en su primer disco de larga duración para la discográfica RCA Víctor Mexicana